# Roman Awstric
Roman Awstric (ur. 13 sierpnia 1917 w Tartu, zm. 18 listopada 1976 w Słupsku), polski lekarz urolog pochodzenia estońskiego, dyrektor szpitala w Słupsku, twórca słupskiej urologii.

## Życiorys
Był synem lekarza laryngologa Mikołaja oraz Walentyny z domu Przeobrażeńskiej. W dzieciństwie wraz z rodzicami kilkakrotnie zmieniał miejsce zamieszkania; mieszkał w Moskwie, następnie od 1921 w Rydze, gdzie uczęszczał do I Państwowego Gimnazjum, a w 1943 uzyskał dyplom Wydziału Lekarskiego Uniwersytetu Łotwy. Niebawem w miejscowym lecznictwie podjął pracę zawodową, był lekarzem w Sanatorium Gruźlicy Kostno-Stawowej w Kirmałudze. W 1944, będąc już wówczas głową rodziny (żona i dwie córki), w obawie przed wkroczeniem wojsk radzieckich opuścił z najbliższymi Łotwę. Planowaną podróż morską do Ameryki przerwała epidemia dyfterytu na statku, wskutek której pasażerowie wysadzeni zostali w Gdańsku.
Awstricowie odbyli w Gdańsku leczenie i rekonwalescencję. Roman Awstric rozpoczął niebawem (wspólnie z żoną) prywatną praktykę na Pomorzu, w Sulęczynie koło Kartuz. Potem, już po zakończeniu działań wojennych, pracował jako lekarz i kierownik Gminnego Ośrodka Zdrowia w Ciechosławicach i Tuchomyślu (późniejsze Tuchomie). Przez krótki czas związany był z ośrodkiem zdrowia w Nowem nad Wisłą. W pierwszych latach powojennych całą rodzina poznawała i doskonaliła język polski, w 1946 Roman Awstric podjął starania o przyznanie obywatelstwa polskiego.
Od 1948 pracował kolejno na oddziałach chirurgicznych szpitali w Bytowie i Szczecinie. W 1951 został lekarzem analogicznego oddziału w Słupsku, a dwa lata później objął stanowisko dyrektora tego szpitala. Rozpoczął wówczas starania o utworzenie w podległej placówce, a także w szpitalu koszalińskim, oddziału urologii; nie posiadał jeszcze w tym czasie specjalizacji urologicznej i sprowadził z Chorzowa jako eksperta doktora Janusza Karaśkiewicza. W 1957 uzyskał specjalizację II stopnia z urologii (jako pierwszy lekarz w Słupsku) i przeszedł ze stanowiska dyrektora szpitala na ordynatora oddziału urologicznego (Karaśkiewicz poświęcił się wówczas całkowicie oddziałowi koszalińskiemu).
Awstric uczynił z oddziału urologicznego w Słupsku wzorową placówkę, o wysokim poziomie usług medycznych oraz ze świetnie przygotowanym personelem. Wielokrotnie gościł w Słupsku wybitnego urologa prof. Stefana Wesołowskiego. Ogłosił szereg publikacji w czasopismach medycznych, a także kształcił przyszły personel jako dyrektor Szkoły Felczerskiej w Słupsku (przy Szkole Podstawowej nr 2 przy ul. Henryka Pobożnego) oraz nauczyciel Liceum Medycznego. Poza słupskim szpitalem pracował w lecznictwie kolejowym. Działał w organizacjach zawodowych, był członkiem założycielem Oddziału Północno-Zachodniego Polskiego Towarzystwa Urologicznego (i wieloletnim prezesem tego Oddziału), przewodniczył Oddziałowi Wojewódzkiemu Polskiego Towarzystwa Lekarskiego.
Był odznaczony m.in. Złotym Krzyżem Zasługi oraz honorową odznaką "Wzorowy Pracownik Służby Zdrowia". Obdarzony dużym poczuciem humoru, dzięki bardzo dobremu poznaniu języka polskiego umiejętnie opowiadał dowcipy sytuacyjne. Wolny czas spędzał polując lub wędkując. Z małżeństwa z Aleksandrą z domu Sprukst, zawartego jeszcze w czasie studiów medycznych w Rydze, miał dwie córki Ałłę i Irrnę (Irenę) – obie zostały lekarkami, Irrna urologiem. Aleksandra Awstricowa przez pewien czas pełniła funkcję dyrektora szpitala w Bytowie.
Zmarł po długiej chorobie w Słupsku 18 listopada 1976, pochowany został na cmentarzu komunalnym przy ul. Kaszubskiej. Na mocy uchwały Rady Miasta jedna z ulic słupskiego Osiedla Akademickiego otrzymała imię lekarza.